# John W. Flannagan
John William Flannagan Jr. (* 20. Februar 1885 bei Trevilians, Louisa County, Virginia; † 27. April 1955 in Bristol, Virginia) war ein US-amerikanischer Politiker. Zwischen 1931 und 1949 vertrat er den Bundesstaat Virginia im US-Repräsentantenhaus.

## Werdegang
John Flannagan besuchte die öffentlichen Schulen seiner Heimat. Nach einem anschließenden Jurastudium an der Washington and Lee University in Lexington und seiner 1907 erfolgten Zulassung als Rechtsanwalt begann er in Appalachia in diesem Beruf zu arbeiten. Von 1916 bis 1917 war er Bezirksstaatsanwalt im Buchanan County. Im Jahr 1917 zog er nach Clintwood und 1925 nach Bristol. In beiden Orten praktizierte er als Anwalt. Zwischen 1917 und 1930 war er auch im Bankgewerbe tätig. Gleichzeitig schlug er als Mitglied der Demokratischen Partei eine politische Laufbahn ein.
Bei den Kongresswahlen des Jahres 1930 wurde Flannagan im neunten Wahlbezirk von Virginia in das US-Repräsentantenhaus in Washington, D.C. gewählt, wo er am 4. März 1931 die Nachfolge von Joseph Crockett Shaffer antrat. Nach acht Wiederwahlen konnte er bis zum 3. Januar 1949 neun Legislaturperioden im Kongress absolvieren. Während seiner Zeit im Kongress wurden dort ab 1933 die New-Deal-Gesetze der Bundesregierung unter Präsident Franklin D. Roosevelt verabschiedet. Seit 1941 war auch die Arbeit des Kongresses von den Ereignissen des Zweiten Weltkrieges und dessen Folgen überschattet. Von 1943 bis 1947 war Flannagan Vorsitzender des Landwirtschaftsausschusses. Im Jahr 1948 verzichtete er auf eine weitere Kandidatur.
Nach dem Ende seiner Zeit im US-Repräsentantenhaus arbeitete John Flannagan wieder als Anwalt. Er starb am 27. April 1955 in Bristol, wo er auch beigesetzt wurde.